# Neige visuelle
 (juin 2024).
Si vous disposez d'ouvrages ou d'articles de référence ou si vous connaissez des sites web de qualité traitant du thème abordé ici, merci de compléter l'article en donnant les références utiles à sa vérifiabilité et en les liant à la section « Notes et références ».

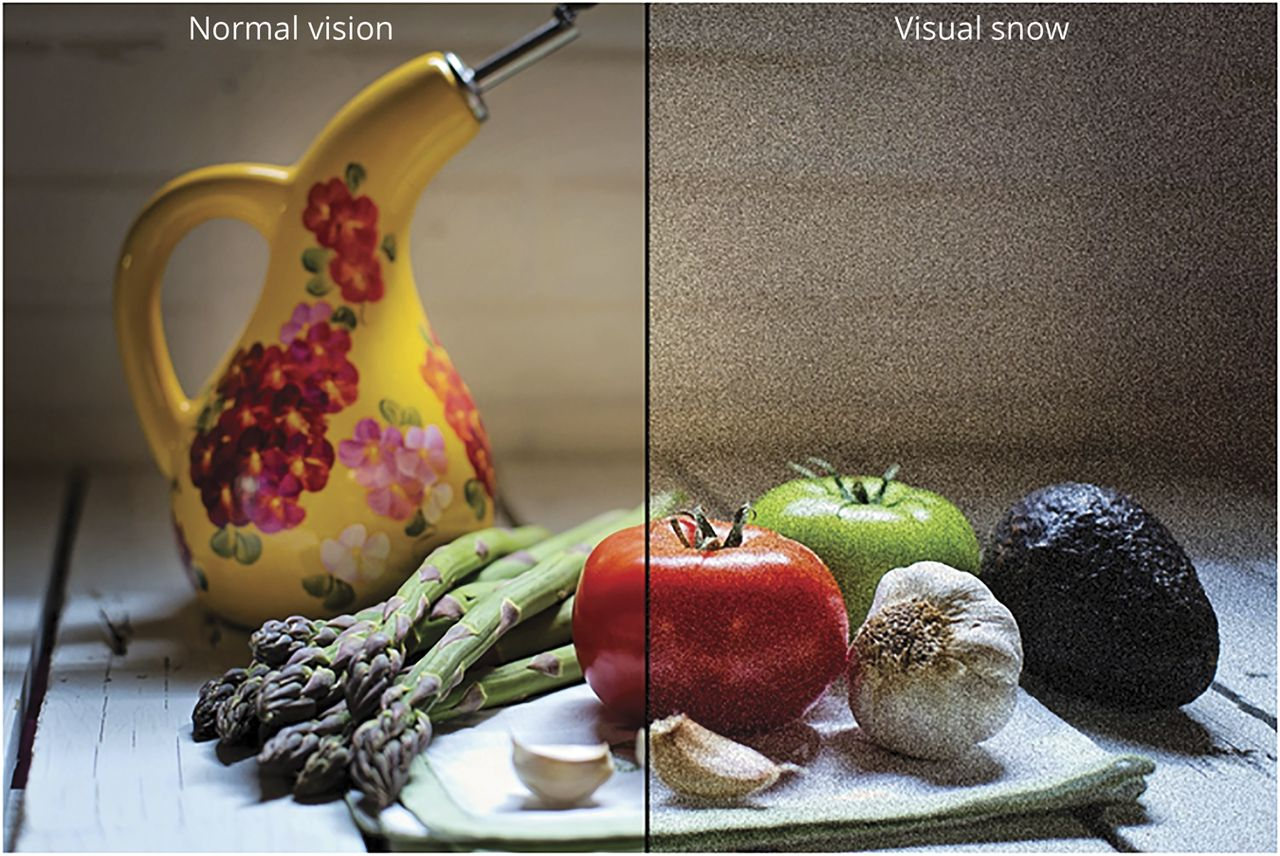
Effet de la neige visuelle

Le syndrome de neige visuelle (sdnv), appelé « visual snow syndrome (VSS) » en anglais, est un phénomène visuel persistant faisant apparaître de nombreux petits points clignotants dans le champ de vision, de manière continue et quel que soit le degré de luminosité perçu.
Les personnes qui en souffrent décrivent un voile neigeux semblable à celui produit par une télévision à tube cathodique mal réglée. Le symptôme est plus marqué dans la pénombre, mais peut être vu dans toutes les conditions d'éclairage et persiste les yeux fermés. La densité, la luminosité et la forme des symptômes visuels, ainsi que des autres symptômes liés au syndrome varient d'une personne à l'autre ; dans certains cas, ce phénomène peut affecter sévèrement la vie quotidienne, pouvant rendre difficile voire impossible de simples tâches comme lire ou conduire. La neige visuelle est souvent accompagnée d'autres phénomènes optiques ou non (image rémanente, phosphène, corps flottants, migraine, acouphène…) qui perturbent d'autant plus le champ visuel. Elle est décrite comme « incapacitante » et « débilitante » dans la littérature médicale à son sujet.
Peu d'informations sont disponibles à ce sujet, qui est souvent considéré comme une aura visuelle accompagnant une migraine — bien que cette croyance ait été récemment démentie à la suite de recherches effectuées sur le sujet. L'ignorance entourant ce sujet est source de nombreuses erreurs de diagnostic.
La neige visuelle est à présent considérée en tant que syndrome à part entière, et non plus en tant que symptôme.    

## Causes et recherche
En mai 2014, les résultats de la première étude menée sur la neige visuelle décrivent un hypermétabolisme dans le lobule lingual droit du cerveau et le lobe gauche antérieur du cervelet. Il a été suggéré qu'identifier l'endroit précis du dysfonctionnement cérébral menant à ce syndrome pourrait ainsi ouvrir des possibilités quant aux possibles traitements.
La neige visuelle peut se manifester à travers de nombreux phénomènes ophtalmologiques qui peuvent être diagnostiqués grâce à la présence de signes cliniques et le témoignage des personnes touchées.
Lorsqu'elle est sans interruption, la neige visuelle peut être un symptôme additionnel d'un phénomène appelé aura persistante. Il est toutefois important de souligner le fait qu'il existe plusieurs sous-types de migraines, où la douleur peut être absente, et l'aura accompagnante peut ne pas se manifester sous une forme classique de zigzag ou taches visuelles, mais par de nombreuses manifestations neurologiques différentes.
Une inflammation du nerf optique peut parfois être à l'origine de neige visuelle. Différentes maladies (maladie de Lyme, maladie auto-immune) ont été identifiées par des personnes atteintes de ce phénomène comme causes, mais aucune de ces affirmations n'a été confirmée par la recherche. Cependant, la maladie de Lyme peut provoquer une inflammation du nerf optique. Il est cependant matière courante pour les personnes atteintes de ne pas pouvoir identifier de cause ayant pu provoquer l'apparition de ce symptôme visuel.
De nouvelles études sont faites entre 2022 et 2024 par le biais d'une comparaison des IRM de patients atteints et de patients sains. Les conclusions confirment la thèse d'un trouble de neurotransmission plutôt que de la pathologie focale. Les IRM montrent une hyperactivité corticale  dans les zones du cerveau dédiées à la vision, ainsi que des différences dans les connexions situées dans les circuits du thalamo-cortical. Ces études mettent en lumière une implication de la neurotransmission glutamatergique et sérotoninergique dans ce syndrome.
Les résultats des recherches montrent l'évidence  d'une aggravation des symptômes, parfois de façon persistante, en lien avec les antidépresseurs inhibiteurs sélectifs de la recapture de la sérotonine (ISRS), en particulier le citalopram et escitalopram.
Des cas de syndrome neige visuelle temporaire à la suite de la consommation de méthylphénidate ont également été observés.
Même si le rôle des hallucinogènes dans l'étiologie de la neige visuelle n'a pas été confirmé, les récentes études mettent en garde contre l'alcool et les drogues hallucinogènes et les stimulants tels que les exctasy. Le syndrome post hallucinatoire persistant y est donc parfois relié.

## Diagnostic
Diagnostic actuel pour le syndrome de la neige visuelle :
- Points lumineux dynamiques dans l'intégrité du champ de vision
- En addition, au moins un des symptômes suivants 
  - Palinopsie
  - Phénomène entopique accru (corps flottant, photopsie, phénomène entérique du champ bleu, phosphène)
  - Photophobie
  - Acouphène
  - Héméralopie

- Les symptômes ne sont pas obligatoirement reliés à une migraine accompagnée d'aura visuelle
- Les symptômes ne sont pas attribués à un autre désordre (ophtalmologique, surconsommation de drogue)

### Comorbidité
La migraine ainsi que la migraine accompagnée d'aura sont communément des expériences allant de pair avec le phénomène de neige visuelle. Cependant, les migraines peuvent être source d'aggravation des symptômes additionnels présents. Ce phénomène pourrait être un bias poussant les personnes atteintes de neige visuelle et de migraines à participer aux études menées, à cause de la souffrance et l'impairment additionnels causés par cette comorbidité.
Des troubles oculomoteurs ont également été observés : sur une étude de 40 patients atteints du syndrome de neige visuelle, 60% avaient un dysfonctionnement oculomoteur, 55% avaient une insuffisance accommodative et 52% avaient une insuffisance de convergence. Le faible nombre de patients étudiés ne permet pas de dire avec certitude si ces troubles sont étroitement liés avec le syndrome de neige visuelle, mais l'absence de lien entre ces troubles avec d'autres comorbidités psychiatriques font de la reconnaissance de ceux-ci un potentiel moyen utile de faire le diagnostic.

## Traitements
Il n'y a pour le moment pas de traitement établi pour le syndrome de neige visuelle. Il est difficile de soigner ce syndrome avec un traitement classique, mais il est possible de réduire les symptômes et d'améliorer la qualité de vie des personnes atteintes.
Concernant le syndrome post hallucinatoire persistant, le clonazépam est recommandé. Pour les migraines accompagnées d'auras persistantes, l'acetazolamide, l'acide valproïque ou encore la lamotrigine sont communément administrés.    
Pour la neige visuelle à proprement parler, la lamotrigine ou des antiépileptiques ont été testées avec un certain succès bien que les résultats soient trop aléatoires pour être conclusifs.
Des traitements thérapeutiques ont été testés, en particulier la thérapie cognitive basée sur la pleine conscience (MBCT), avec des résultats encourageants.
Le port de verres teintés peuvent améliorer les symptômes chez certaines personnes.